# Dalmeny, Saskatchewan
Dalmeny är en ort i Kanada.   Den ligger i provinsen Saskatchewan, i den centrala delen av landet, 2 400 km väster om huvudstaden Ottawa. Dalmeny ligger 520 meter över havet och antalet invånare är 1 504.
Terrängen runt Dalmeny är mycket platt, och sluttar söderut. Runt Dalmeny är det mycket glesbefolkat, med 3 invånare per kvadratkilometer.. Närmaste större samhälle är Martensville, 8,8 km sydost om Dalmeny.
Trakten runt Dalmeny består till största delen av jordbruksmark.